# Leon Miaskowski
Leon Miaskowski herbu Bończa II – konsyliarz województw wielkopolskich w konfederacji radomskiej w 1767 roku.
Był synem Antoniego, kasztelana lędzkiego.